# Oissel
Oissel är en kommun i departementet Seine-Maritime i regionen Normandie i norra Frankrike. Kommunen ligger i kantonen Saint-Étienne-du-Rouvray som tillhör arrondissementet Rouen. År 2022 hade Oissel 12 287 invånare.

## Befolkningsutveckling
Antalet invånare i kommunen Oissel
| Referens: INSEE |